# Dunalia
Genre
Dunalia est un genre de plantes de la famille des Solanaceae.

## Homonymes
Le nom de genre Dunalia a été utilisé pour d'autres genres : 
- Dunalia Spreng., 1815 correspond au genre Lucya de la famille des Rubiaceae,
- Dunalia Montr., 1866 est un nom botanique illégitime homonyme de la famille des Araceae,
- Dunalia R.Br., 1814 est un nom botanique illégitime.

## Liste d'espèces
Selon NCBI (16 avr. 2012) :
- Dunalia brachyacantha
- Dunalia fasciculata
- Dunalia obovata
- Dunalia solanacea
- Dunalia spathulata
- Dunalia spinosa